# 2012년 하계 올림픽 성화 봉송

루트

2012년 하계 올림픽 성화 봉송은 2012년 하계 올림픽을 향해 열린 성화 릴레이이다. 2011년 5월 18일 개요가 발표되었다. 릴레이는 영국 (잉글랜드, 스코틀랜드, 웨일스, 북아일랜드)과 Crown Dependency (영국 왕실령) 중 저지섬, 건지섬, 맨섬 그리고 아일랜드에서 진행됐다.